# Svenska lärarinnors pensionsförening
Svenska lärarinnors pensionsförening var en privat svensk pensionsförening, grundad 1855 och upplöst 1977. 
Föreningen grundades på initiativ av Josefina Deland, som hade uppväckt en debatt kring det faktum, att kvinnliga lärare under den här tiden ofta hamnade på fattighuset då de inte längre kunde arbeta. Svenska lärarinnors pensionsförening bildades i januari 1855 huvudsakligen på hennes initiativ. Dess förebild anses vara Delandska kassan, som tidigare hade grundats av hennes familj.  
Svenska lärarinnors pensionsförening började sin verksamhet i februari 1855. Josefina Deland blev då dess första ordförande. Fredrika Bremer, Marie Rouget de S:t Hermine, Thilda Wingren, Dina Leffman, Hanna Brooman, Mathilda Dimberg, Maria de Bon och Angelica Gavuzzi blev styrelseledamöter och Wilhelmina Schück, Emilie Zander, Louise Björkman, Emilie Becker, Elise Brandt och Mathilda Brantström suppleanter med biträde av förste hovstallmästaren Claes Gustaf Fritz Braunerhjelm, justitierådet Peter Qviding, grosshandlaren A. T. Starck samt löjtnanten C. von Feilitzen. Deland efterträddes 1859 av Sofia Ahlbom, som ska ha gett föreningen en fast och hållbar organisation, innan hon i sin tur 1864 efterträddes av Fredrika Hassel.
Föreningen fick statligt understöd från 1904. År 1968 hölls det sista sammanträdet, och 1977 upplöstes föreningen på grund av minskat behov och medlemsavtal.